# Oxyprosopus similis
Oxyprosopus similis là một loài bọ cánh cứng trong họ Cerambycidae.